# العلاقات التركية الفنزويلية
العلاقات التركية الفنزويلية هي العلاقات الثنائية التي تجمع بين تركيا وفنزويلا.

## مقارنة بين البلدين
هذه مقارنة عامة ومرجعية للدولتين:
| وجه المقارنة                                              | تركيا         | فنزويلا                                  |
| --------------------------------------------------------- | ------------- | ---------------------------------------- |
| المساحة (كم2)                                             | 783.56 ألف    | 916.45 ألف                               |
| عدد السكان (نسمة)                                         | 80.14 مليون   | 28.87 مليون                              |
| الكثافة السكانية (ن./كم²)                                 | 102.28        | 31.5                                     |
| العاصمة                                                   | أنقرة         | كاراكاس                                  |
| اللغة الرسمية                                             | اللغة التركية | اللغة الإسبانية، لغة الإشارة الفنزويلية ‏ |
| العملة                                                    | ليرة تركية    | بوليفار فنزويلي                          |
| الناتج المحلي الإجمالي (بليون دولار)                      | 851.10 مليار  | 482.36 مليار                             |
| الناتج المحلي الإجمالي (تعادل القوة الشرائية) بليون دولار | 1.57 تريليون  |                                          |
| الناتج المحلي الإجمالي الاسمي للفرد دولار أمريكي          | 9.12 ألف      |                                          |
| الناتج المحلي الإجمالي للفرد دولار أمريكي                 | 19.79 ألف     |                                          |
| مؤشر التنمية البشرية                                      | 0.761         | 0.762                                    |
| رمز المكالمات الدولي                                      | +90           | +58                                      |
| رمز الإنترنت                                              | .tr           | .ve                                      |
| المنطقة الزمنية                                           | ت ع م+03:00   | 00                                       |

## منظمات دولية مشتركة
يشترك البلدان في عضوية مجموعة من المنظمات الدولية، منها:
| علم المنظمة | اسم المنظمة                        | تاريخ انضمام تركيا | تاريخ انضمام فنزويلا |
| ----------- | ---------------------------------- | ------------------ | -------------------- |
|             | يونسكو                             | 4 نوفمبر 1946      | 25 نوفمبر 1946       |
|             | وكالة ضمان الاستثمار متعدد الأطراف | 3 يونيو 1988       | 9 مايو 1994          |
|             | الأمم المتحدة                      | 24 أكتوبر 1945     | 15 نوفمبر 1945       |
|             | الاتحاد البريدي العالمي            | ?                  | ?                    |
|             | البنك الدولي للإنشاء والتعمير      | 11 مارس 1947       | 30 ديسمبر 1946       |
|             | المنظمة الهيدروغرافية الدولية      | ?                  | ?                    |
|             | الاتحاد الدولي للاتصالات           | 1866               | 13 أغسطس 1920        |
|             | منظمة حظر الأسلحة الكيميائية       | ?                  | ?                    |
|             | مؤسسة التمويل الدولية              | 19 ديسمبر 1956     | 28 ديسمبر 1956       |
|             | منظمة التجارة العالمية             | 26 مارس 1995       | ?                    |
|             | منظمة الشرطة الجنائية الدولية      | ?                  | ?                    |

## وصلات خارجية
- موقع وزارة الخارجية التركية
- موقع وزارة الخارجية الفنزويلية